# Novellus Systems
Novellus Systems war ein Unternehmen aus den Vereinigten Staaten mit Firmensitz in San José, Kalifornien. Das Unternehmen war im Aktienindex S&P 500 gelistet.
Das 1984 von Brad Mattson gegründet Unternehmen beschäftigte 3.698 Mitarbeiter (August 2008). Standorte des Unternehmens befinden sich in Tualatin, Oregon und San José, Kalifornien.
Novellus Systems befasst sich mit der Entwicklung, Herstellung und dem Vertrieb von Produktionsanlagen, die für die Herstellung von integrierten Schaltkreisen (ICs) und anderen Halbleiterprodukten verwendet werden. Darunter befinden sich vor allem Beschichtungsanlagen für die chemische (CVD) und physikalische Gasphasenabscheidung (PVD), speziell HDP-CVD- und PECVD-Systeme, sowie dem Elektroplattieren (ECD). Damit stand das Unternehmen in direkter Konkurrenz zu anderen Anlagenherstellern wie Applied Materials und Lam Research.

## Geschichte
Neben den Halbleiterprodukten gehörte zum Unternehmen auch die Industrial Application Group, die sich mit Werkzeugmaschinenbau beschäftigt und zu der das deutsche Unternehmen Peter Wolters GmbH gehörte. 2014 wurde die Peter Wolters GmbH an die Lapmaster Gruppe verkauft.
2012 wurde „Novellus Systems“ von Lam Research übernommen.